# La caída (novela)
La caída es la tercera novela del escritor francés Albert Camus y su última obra de ficción completa. Su título original en francés es La Chute. Es una corta novela filosófica publicada en París por Éditions Gallimard en 1956, un año antes de que Camus fuera premiado con el Nobel de Literatura (premio que rechazó en un principio). La estructura de la novela está dividida en seis partes no numeradas. Se la considera una obra fundamental de la literatura francesa de la postguerra y clásico del existencialismo. La novela estaba originalmente destinada a ser incluida en la colección El exilio y el reino que se publicó en 1957 y que constituye la última obra "literaria" publicada por Camus. La caída explora temas de inocencia, encarcelamiento, inexistencia y verdad. En un elogio a Albert Camus, el filósofo existencialista Jean-Paul Sartre describió la novela como "quizá la mejor y menos comprendida" de los libros de Camus (en inglés: "The Fall, perhaps the finest and least understood").

## Filosofía
Es una novela esencialmente filosófica. Versa sobre la existencia, la falta o tergiversación de los valores, la inocencia y la culpa, el sin sentido de una vida inevitable con su magistral noción filosófica del absurdo; profetiza la naturaleza humana, el dolor, con todo lo que arrastra y los tiempos que vendrán. La existencia, la libertad, el ateísmo y la sociedad, forman parte del todo absurdista de Camus.

## Modelo literario
La narrativa de Camus es sencilla y por medio de sentencias lógicas, las cuales dependiendo del método que empleemos llegaremos a una distinta conclusión, nos deja ese inconcluso sabor de las alternativas. Se considera una novela corta, narrada en primera persona a un interlocutor invisible y mudo, con quien claramente puede identificarse el lector. El ambiente es pieza fundamental de esta obra y nos devela ese cambio y constante devenir del protagonista. No es extraño en Camus el uso de un tono poético para evocar lugares y paisajes, y esta novela no es la excepción. Otras características presentes son la notable división gráfica y no expresa de los seis capítulos, la sobriedad en los recursos literarios y una redacción un tanto particular, bajo el pretérito imperfecto de subjuntivo.

## Sinopsis
En esta novela se aborda el yo, el ego, la conciencia, la culpa y el desarraigo. Al recordar a la joven suicida inerte en las aguas del Sena, se hace una analogía a la vida de Clamence, quien de ser un exitoso abogado cae hasta el punto de convertirse un ser abominable, derrumbándose profesional y personalmente.
Una lectura detallada presenta un espejo ante el cual observamos lo deleznable de la moralidad, así como las contradicciones de todo ser humano. No falta una inteligente alusión a la ocupación nazi y a la guerra, con sus horrores y sufrimientos. Sus planteamientos sobre el balance entre la justicia y las libertades individuales, el temor a un futuro en que la ética se ciña sólo a intereses personales, son motivos por los cuales, algunos, siguen considerándola una obra de la resistencia francesa.

### Celda de los gargajos
En esta novela, se menciona la celda de los gargajos, que fue una forma de tortura que consistía en mantener retenido en una celda al preso donde tendrá que mantenerse de pie y no podrá moverse, a la altura del mentón tenía una abertura donde mostraba su rostro de esta forma su celador podía escupir e insultar al preso que finalmente moría de inanición. Esto aparece descrito en la novela de una forma literariamente objetiva:

Se trata de una celda hecha de mampostería en la que el prisionero se mantiene de pie, pero allí no puede moverse. Una sola puerta se abre a la altura del mentón. De fuera, pues, sólo se le ve el rostro en el que cada guardián que pasa escupe abundantemente. El prisionero, apretado en la celda, no puede limpiarse la cara, aunque le esté permitido, eso es cierto, cerrar los ojos.